# بیمارستان صیاد شیرازی گرگان
بیمارستان صیاد شیرازی گرگان واقع در استان گلستان، شهرستان گرگان بیمارستانی ۳۷۰ تخت خوابی است که در سال ۱۳۹۱ افتتاح شده است.

## تاریخچه
کلنگ ساخت این بیمارستان در سال ۱۳۸۳ در زمینی به مساحت ۵٫۲ هکتار زده شد و در نهایت در سال ۱۳۹۱ به بهره‌برداری رسید. بیمارستان در ابتدا شروع فعالیتش دارای ۲۶۱ تخت خواب بود که شامل بخش اداری، بخش زایمان، مراقبت‌های ویژه، بخش بستری و بخش جراحی می‌شد و اکنون به ۳۷۰ تخت خواب ارتقا یافته‌است.